# جون برودي سبينس
جون برودي سبينس (بالإنجليزية: John Spence)‏ هو مصرفي وسياسي بريطاني وأسترالي (وحمل سابقاً جنسية المملكة المتحدة لبريطانيا العظمى وأيرلندا)، ولد في 15 مايو 1824، وتوفي في 7 ديسمبر 1902. انتخب عضو مجلس جنوب أستراليا التشريعي وقد انضم خلال فترته النيابية ‏ (20 أبريل 1881 – 25 يونيو 1887)  للكتلة البرلمانية مستقل.